# (627) Charis
(627) Charis – planetoida z grupy pasa głównego asteroid okrążająca Słońce w ciągu 4 lat i 343 dni w średniej odległości 2,9 j.a. Została odkryta 4 marca 1907 roku w Landessternwarte Heidelberg-Königstuhl w Heidelbergu przez Augusta Kopffa. Nazwa planetoidy pochodzi od Charyt, bogiń wdzięku, piękności i radości w mitologii greckiej. Przed jej nadaniem planetoida nosiła oznaczenie tymczasowe (627) 1907 XS.